# Mastermind
Pour les articles homonymes, voir Mastermind (homonymie).
 (août 2014).
Si vous disposez d'ouvrages ou d'articles de référence ou si vous connaissez des sites web de qualité traitant du thème abordé ici, merci de compléter l'article en donnant les références utiles à sa vérifiabilité et en les liant à la section « Notes et références ».
Le Mastermind ou Master Mind est un jeu de société pour deux joueurs dont le but est de trouver un code (couleur et position de 4 ou 5 pions) en 10 ou 12 coups. 
C'est un jeu de réflexion, et de déduction, inventé par Mordecai Meirowitz, expert en télécommunications israëlien, dans les années 1970. Le jeu se base sur un jeu plus ancien :  bulls and cows (en) (taureaux et vaches) qui se jouait avec papier et crayon et des nombres au lieu de couleurs. Au départ, il est édité par Capiépa en 1971.

## Présentation
Il se présente généralement sous la forme d'un plateau perforé de 10 ou 12 rangées de 4 ou 5 trous pouvant accueillir des pions de couleurs.
Dans la version originale, les 6 couleurs sont : jaune, bleu, rouge, vert, blanc, noir.
Il y a également des petits pions noirs et blancs utilisés pour donner des indications à chaque étape du jeu.
Il existe de nombreuses variantes suivant le nombre de couleurs, de rangées ou de trous et les couleurs utilisés pour les pions. Le jeu peut par exemple contenir 8 couleurs (rouge, jaune, bleu, orange, vert, blanc, violet, rose) et les pions indicatifs peuvent être jaunes et rouges. Il y a aussi une version qui propose de découvrir un code de 5 couleurs en 12 rangées : le "Super" Master Mind.
Sur la version française de 1976 de l'éditeur Capiepa il n'y a pas d'indication d'âge. Sur des versions ultérieures, le jeu est donné pour « à partir de 8 ans » mais peut être utilisé par des enfants plus jeunes sous la surveillance d'un adulte.

## Variantes
Les règles peuvent être facilement modulables pour s'adapter à tous. Selon le niveau des joueurs, un même jeu peut être rendu plus difficile en autorisant plusieurs pions de la même couleur, voire en autorisant l'absence d'un pion ou de plusieurs.
Une ancienne version du Mastermind permet un jeu simultané des deux joueurs. En effet, sur cette version des pions ronds sont à enfiler sur des barreaux, et à tour de rôle les joueurs doivent donner des indications à l'adversaire pour le faire progresser dans sa recherche de la combinaison secrète.

## Règles
Le jeu se joue à deux : un codificateur et un décodeur.
Le but est de deviner, par déductions successives, la couleur et la position des 4 ou 5 pions (selon les versions du jeu) cachés derrière un écran. Les débutants peuvent adopter une formule moins difficile en ne cachant que 3 ou 4 pions et en n'utilisant que 6 couleurs au lieu de 8. C'est une question de convention préalable.
Déroulement du jeu : le codificateur pose à l'endroit prévu à cet effet, les 4 ou 5 pions de son choix. Il doit prendre soin de ne pas révéler la couleur et la répartition dans les trous des pions. Rien ne l'empêche d'en choisir plusieurs d'une même couleur. Les versions plus modernes disposent d'un système intégré qui permet cette discrétion.
Son adversaire, le décodeur, est chargé de déchiffrer ce code secret. Il doit le faire en 10 ou 12 coups au plus. Il place 4 ou 5 pions dans les trous de la première rangée immédiatement près de lui. Si l'un des pions correspond par sa position et sa couleur à un pion caché derrière l'écran, le codificateur l'indique en plaçant une fiche noire dans l'un des trous de marque, sur le côté droit correspondant du plateau. Si l'un des pions correspond uniquement par sa couleur, le Codificateur l'indique par une fiche blanche dans l'un des trous de marque. S'il n'y a aucune correspondance, il ne marque rien. 
Le décodeur continue de poser des pions par rangées successives. La tactique consiste à sélectionner en fonction des coups précédents, couleurs et positions, de manière à obtenir le maximum d'informations de la réponse du partenaire puisque le nombre de propositions est limité par le nombre de rangées de trous du jeu. Dans la plupart des cas, il s'efforce de se rapprocher le plus possible de la solution, compte tenu des réponses précédentes, mais il peut aussi former une combinaison dans le seul but de vérifier une partie des conclusions des coups précédents et de faire en conséquence la proposition la plus propice à la déduction d'une nouvelle information. 
Quand il est arrivé, au bout d'un certain nombre de coups, à placer les 4 ou 5 pions qui correspondent exactement par la couleur et la position à ceux du code, la manche est terminée.
À la fin de la manche, le codificateur obtient 1 point par rangée de pions d'investigation placée par l'adversaire. Il déplace sa fiche de marque sur sa ligne de score.
La partie se joue en un nombre pair de manches de façon à équilibrer les chances en inversant les rôles à la fin de chaque manche. Celui qui était codificateur devient décodeur et inversement.
Le vainqueur est celui qui, une fois le même nombre de manches remportées, a marqué le plus de points.
Il a donc fallu à son adversaire plus de coups pour déchiffrer les codes.
La variante du jeu avec 4 pions et 6 couleurs permet 64 = 1 296 combinaisons ; celle avec 5 pions et 8 couleurs 85 = 32 768 combinaisons.
Une autre variante permet 59 049 combinaisons : elle se joue de la même façon mais avec la possibilité de laisser des trous libres entre ses pions, ce qui équivaut à créer une neuvième couleur fictive. Il a donc la possibilité de laisser un ou plusieurs trous inoccupés derrière l'écran. Si le décodeur laisse un espace libre en face d'un pion caché, il s'est trompé et le codificateur ne pose aucune fiche. C'est comme si le décodeur avait proposé un pion ne correspondant à aucun du code secret.

## Compétition
En 1981, la revue Jeux et Stratégie (édition : Excelsior Publications) a organisé un championnat de France et un championnat du Monde de Mastermind. En France, des sélections ont eu lieu dans de nombreuses villes (elles suivaient notamment les étapes du Tour de France cycliste). La finale s'est déroulée à Paris, le 17 octobre 1981 à l'hôtel Crillon. Elle a mis en compétition les 28 meilleurs joueurs sélectionnés précédemment. Quelques mois plus tard, le championnat du Monde s'est déroulé en Égypte à Louxor. Il a été remporté par le britannique John Searjeant.